# St. Hallvardsmedaljen

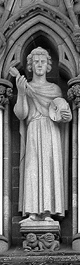
Sankt Halvard var en martyr och Oslos skyddshelgon

St. Hallvardsmedaljen är en norsk utmärkelse och staden Oslos högsta utmärkelse. Den är uppkallad efter stadens skyddshelgon, Sankt Halvard.

## Pristagare
- 1956 Arnstein Arneberg, Randolf Arnesen, Arno Berg, Gerhard Fischer, Rachel Grepp, Paul Hartmann, Hieronymus Heyerdahl, Sverre Iversen, Per Kviberg, Arthur Nordlie, Magnus Poulsson, Anna Sethne, H. E. Stokke, Sigrid Syvertsen
- 1957 Rolf Gjessing, Harald Hals, Almar Lund, Haavard Martinsen, Carl Muller
- 1958 Ulrik Hendriksen, Rolf Hofmo, Yngvar Kjelstrup, Johan Lofthus, Marius Røhne, Ragnhild Schibbye, Martin Strandli
- 1959 Harry Fett
- 1960 Trygve Nilsen, Rolf Stranger
- 1961 Ingen utdelning
- 1962 Carl Just, Halfdan Wigaard
- 1963 Ingen utdelning
- 1964 Aasny Stoltenberg, Gunvor Vogt
- 1965 Carl Semb
- 1966 Laura Nadheim, Karen Kapmann Bothner
- 1967 Eyvind Alnæs, Katy Due, Andreas Grasmo, Alfhild Hovdan, Eugen Johannessen, Henny Ording
- 1968-69 Ingen utdelning
- 1970 Einar Gerhardsen, Chr. L. Jensen, Arild Sandvold, Egil Storstein, Arnfinn Vik
- 1971 Egil Werner Erichsen, John Johansen, Hjalmar Larsen, Alf Rolfsen, Signy Stamnes
- 1972-73 Ingen utdelning
- 1974 Chris Bruusgaard, Georg Eriksen, Gerda Evang, Harald Frøshaug, Omar Gjesteby, Erling Hagen, Nils Houge, Lars Ljøgodt, Gunnar Nielsen[förtydliga]
- 1975 Gunnar Bech, Øystein Egelund, Brita Collett Paus, Hans Sundrønning
- 1976 Brynjulf Bull, Ole Bjune, Eva Kolstad, Jakob Vaage
- 1977 Viktor Gaustad, Lille Graah, Rolf Stenersen, Knut Tvedt
- 1978 Vera Fjeldstad, Tor Albert Henni, Jon Kojen, Hallvard Vislie, Fredrik Chr. Wildhagen
- 1979 Ingen utdelning
- 1980 Jenny Haugen, Petter Koren, Birgit Sunnaas
- 1981 Anne Nilsen, Arne Sandbu, Christian Bruusgaard, Odd Kjus
- 1982 Einar Bergsland, Rolf Karlsen, Hjørdis Lundh
- 1983 Else Marit Larsen, Ragnar Falck Anderssen, Bergljot Gudim, Svein Fakset, Ragnhild Eriksen, Boris Hansen
- 1984-85 Ingen utdelning
- 1986 Olav Selvaag, Erik Sture Larre, Gøsta Åbergh, Sofie Helene Wigert, Mariss Jansons, Fredrik Melbye
- 1987 Ingen utdelning
- 1988 Bjørn Bjørnseth, Merle Sivertsen, Ivar Mathisen, Odd Wivegh, Nanna Lynneberg, Willy Enersen, Odd Wien , Odd Gjesteby
- 1989 Grete Waitz, Kaare Kopperud, Mentz Schulerud, Petter Ludvigsen
- 1990 Ingen utdelning
- 1991 Erik Melvold, Nico Demetriades, Torstein Grythe, Wenche Foss, Rønnaug Johansen
- 1992 Ingen utdelning
- 1993 Mosse Jørgensen, Albert Nordengen, Trygve Flagstad
- 1994 Ingen utdelning
- 1995 Henriette Bie Lorentzen, Thorleif Kleive , Frode Rinnan, Jan Hemsvik
- 1996 Per Aabel
- 1997 Thor Heyerdahl
- 1998 Ingen utdelning
- 1999 Bernt H. Lund
- 2000 Rolf Nyhus, Njål Djurhuus og Erna Djurhuus, Hans Svelland
- 2001 Ingen utdelning
- 2002 Aud Schønemann, Rigmor Andresen
- 2003–2005: Ingen utdelning
- 2006 Gunnar Stålsett
- 2007 Tor Holtan-Hartwig, Kjetil André Aamodt
- 2008 Hjalmar Kielland
- 2009 Gunnar Sønsteby
- 2010 Børre Rognlien